# Anomochloa marantoidea
Anomochloa marantoidea ist die einzige Pflanzenart der Gattung Anomochloa in der Familie der Süßgräser (Poaceae).

## Beschreibung

### Wuchsform
Anomochloa marantoidea ist eine mehrjährige rasenartig wachsende Pflanze mit einem kurzen Wurzelstock und einer Stängelhöhe von 50 bis 100 cm. An den meist grundständigen Blättern befindet sich ein Blatthäutchen mit behaarter Franse, dessen Härchen 1 bis 2 mm lang werden. Das Blatt ist an der Basis herzförmig, die Blattspreite insgesamt lanzettlich bis rechteckig geformt mit einer Länge von 25 bis 40 cm und einer Breite von 60 bis 100 mm. Auf der Blattspreite sind die Blattadern mit deutlichen Kreuzvenen gut zu erkennen. Die Blattspitze ist spitz geformt.

### Blütenstand
Die zusammengesetzte, ährenförmige Synfloreszenz ist 7 bis 14 cm lang. Der Blütenstand umfasst ein paar Ährchen, darunter ein fruchtbares. Diese endständigen und achselständigen Ährchen sind in einen Kolben eingeschlossen. Der 4,5 bis 9 cm lange lanzettliche Kolben schließt eine Floreszenz von einem bis fünf Ährchen ein. Dabei sind seine Zweige jeweils von zwei Deckblättern getrennt. Der krautige Kolben ist von Kreuzvenen durchzogen.
Die Ährchen sind allein stehend. Die fruchtbaren Ährchen haben einen 7 bis 15 cm langen Blütenstiel mit einer birnenförmigen Spitze.

### Fruchtbare Ährchen
Jedes Ährchen enthält eine fruchtbare Blüte ohne Achsenerweiterung. Die 10 bis 15 mm langen Ährchen sind länglich gekrümmt und seitlich zusammengedrückt. Sie brechen bei der Reife ab. Der 3 bis 4 mm lange Kallus der Blüten ist verlängert.

### Spelzen
(muss ergänzt werden)

### Ährchen
(muss ergänzt werden)

### Blüte
Die Schwellkörper der Blüte werden von einem Ring aus Härchen dargestellt. Anomochloa marantoidea besitzt vier Staubbeutel mit einer Länge von 3 bis 5 mm. Außerdem besitzt jede Blüte eine teilweise herausragende papillöse Narbe.

### Früchte
Die Früchte von Anomochloa marantoidea sind 10 mm lange, seitlich zusammengedrückte Körner mit einer haftenden Fruchtwand und einer schnabelartigen Spitze. Die Fruchtwand des Fruchtkeims ist 2,5 mm lang und besitzt ein geradliniges Hilum.

## Vorkommen
Anomochloa marantoidea kommt in Südamerika und dort nur im nordöstlichen Brasilien vor.

## Taxonomie
Anomochloa marantoidea wurde 1851 von Adolphe Brogniart in Annales des Sciences Naturelles; Botanique sér. 3, Band 16, Seite 369 erstbeschrieben.